# Dichroplus bruneri
Dichroplus bruneri är en insektsart som beskrevs av Liebermann 1965. Dichroplus bruneri ingår i släktet Dichroplus och familjen gräshoppor. Inga underarter finns listade i Catalogue of Life.